# Comissió de Mercat Interior i Protecció del Consumidor
La Comissió de Mercat Interior i Protecció del Consumidor (IMCO, en les seves sigles en anglès) és una comissió del Parlament Europeu. La seva actual presidenta, escollida el 7 de juliol de 2014, és Vicky Ford.

## Feina de la comissió
El comitè és responsable de:
- la coordinació a nivell comunitari de la legislació nacional en l'àmbit del mercat interior i de la unió duanera, en particular de:
  - la lliure circulació de mercaderies, inclosa l'harmonització de normes tècniques
  - el dret d'establiment
  - la lliure prestació de serveis (excepte en els sectors financer i postal)
- mesures destinades a la identificació i eliminació d'obstacles potencials per al funcionament del mercat interior;
- la promoció i la protecció dels interessos econòmics dels consumidors (que no siguin temes de salut i seguretat dels aliments públics) en el context de l'establiment del mercat interior.